# Черных, Николай Степанович
Никола́й Степа́нович Черны́х (6 октября 1931, Усмань, Центрально-Чернозёмная область — 25 мая 2004, Москва) — советский астроном, специалист в области астрометрии и динамики малых тел Солнечной системы, доктор физико-математических наук.

## Биография
Родился 6 октября 1931 года в городе Усмань (ныне — в Липецкой области) в семье рабочего-механика. В марте 1941 года семья, сменив место жительства, поселилась в селе Шерагул Тулунского района Иркутской области. По окончании школы был призван в армию, после службы в которой в 1954 году поступил в Иркутский педагогический институт. Во время вступительных экзаменов познакомился с Людмилой Трушечкиной, ставшей в 1957 году его женой. Всю последующую жизнь они работали вместе.
Ещё будучи студентом, Н. Черных стал сотрудником Иркутской лаборатории времени и частоты Всесоюзного научно-исследовательского института физико-технических и радиотехнических измерений и в дальнейшем совмещал работу с обучением в институте. В лаборатории вёл астрометрические наблюдения звёзд и участвовал в освоении нового для лаборатории инструмента — призменной астролябии Данжона.
В 1961 году поступил в аспирантуру Института теоретической астрономии (ИТА) в Ленинграде. В сентябре 1963 года был направлен в Крымскую астрофизическую обсерваторию (КрАО) и принят в штат КрАО в качестве младшего научного сотрудника. Впоследствии занимал последовательно должности старшего и ведущего научного сотрудника. В 1965 году завершил учёбу в аспирантуре ИТА.
В 1999 году защитил диссертацию на соискание степени доктора физико-математических наук.
Скоропостижно скончался из-за отрыва тромба 25 мая 2004 года в Москве, куда он приехал в командировку в Институт прикладной математики РАН для получения международного сертификата на именной астероид. Похоронен в п. Научный (Крым).

## Научная деятельность
В КрАО первоначально принимал участие в наблюдениях и расчётах траекторий далёких АМС, а также в прикладных исследованиях в области лазерной локации Луны.
В 1964 году по совместной инициативе супругов Черных в Институте теоретической астрономии была образована «Крымская группа», задачей которой было ведение наблюдений малых планет (астероидов) в КрАО. Руководителем группы со стороны ИТА была назначена Л. Черных, а научное и методическое руководство работой группы было возложено на Н. Черных. Руководство работой группы он осуществлял вплоть до своей смерти в 2004 году. В течение многих лет по количеству наблюдений малых планет Крымская группа была мировым лидером.
Изучая малые планеты, Н. Черных лично открыл 537 новых планет, а возглавляемая им группа — в общей сложности более 1200. В рейтинге первооткрывателей малых планет, учитывающем деятельность 1459 астрономических организаций и астрономов мира, по состоянию на июль 2014 года занимает 31-е место. Им опубликовано более 200 научных работ, он является соавтором трёх коллективных монографий по малым планетам.
1 сентября 1978 года Н. Черных работая в Крымской астрофизической обсерватории, отрыл малую планету 2450, которую назвал  Ioannisiani  - в честь лауреата Ленинской премии (1957), Героя Социалистического Труда (1977) Иоаннисиани (Иоаннисьян) Баграта Константиновича (10(23).10.1911 – 10.12.1985) - главного конструктора астрономических приборов Ленинградского оптико-механического объединения имени В.И. Ленина Министерства оборонной промышленности СССР.
Астероид, открытый Л. Черных 27 сентября 1973 года, она назвала в честь мужа «Коля». В честь супружеской пары был назван астероид (2325) Черных, открытый в 1979 году чехословацким астрономом Антонином Мркосом.
Одному из открытых им астероидов Н. Черных дал имя «Шерагул» по названию села Шерагул Тулунского района Иркутской области, в котором прошли его школьные годы, а другому — «Ирпедина» в честь Иркутского педагогического института, в котором получил высшее образование. Астероид «Грачёвка», открытый Н. Черных, получил своё имя по названию села Грачёвка Усманского района Липецкой области — родине отца и матери первооткрывателя.
Он был членом Международного астрономического союза (МАС), двух комиссий МАС, рабочей группы МАС по исследованиям астероидов, сближающихся с Землёй, а также членом Европейского астрономического общества и Евро-Азиатского астрономического общества.

## Сделанные открытия
- 537 астероидов, в том числе астероид группы «троянцев» (2207) Антенор;
- две периодические кометы: 74P/Смирновой — Черных и 101P/Черных[12].

### Некоторые открытые астероиды
- (1796) Рига
- (2123) Влтава
- (2207) Антенор
- (2208) Пушкин
- (2269) Ефремиана
- (2361) Гоголь
- (2369) Чехов

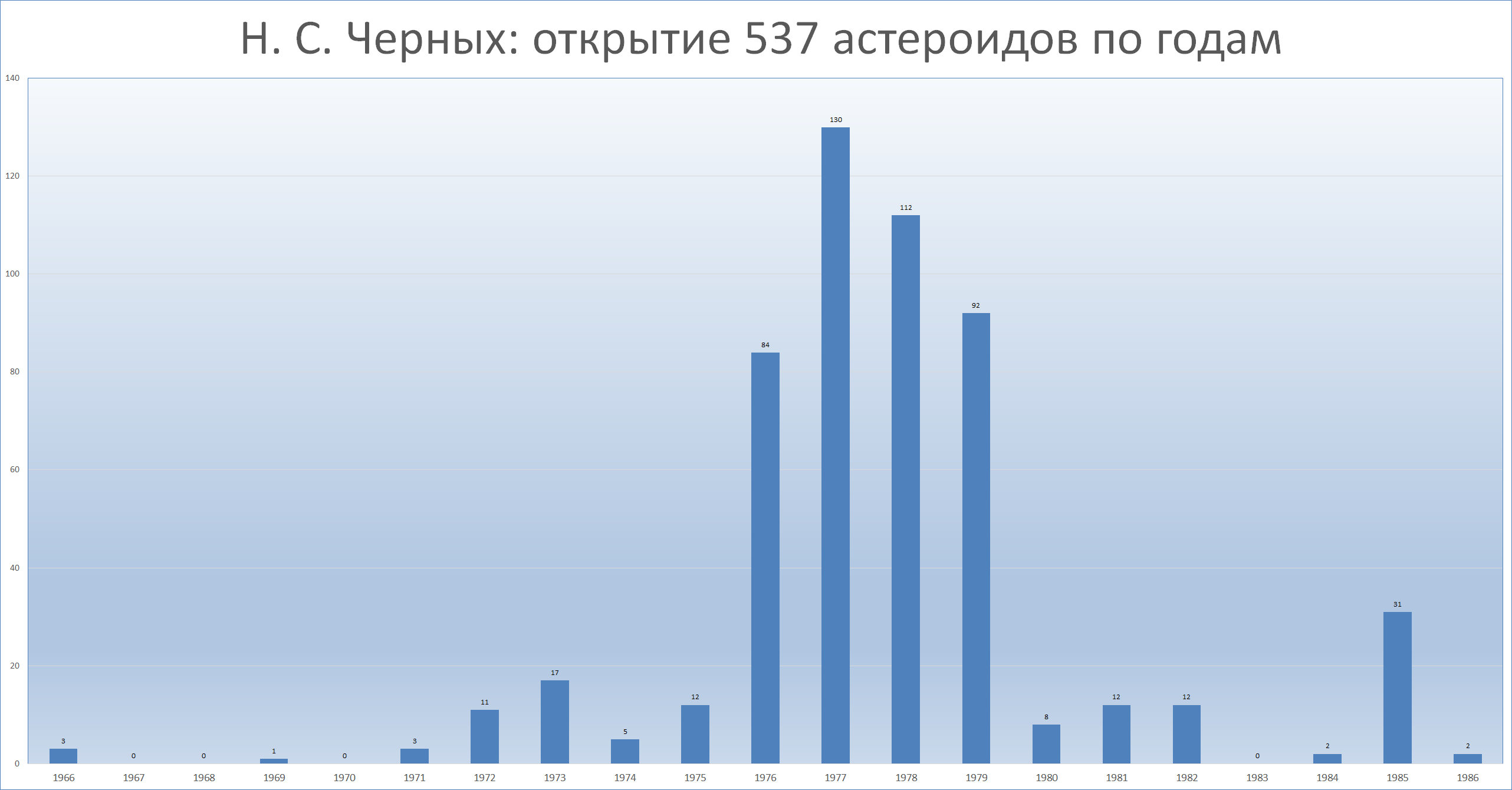
Открытие астероидов

- (2402) Сатпаев — назван в честь советского геолога Каныша Сатпаева.
- (2431) Сковорода
- (2427) Кобзарь
- (2450) Ioannisiani
- (2540) Блок — назван в честь русского поэта А. А. Блока[13]
- (2584) Туркмения
- (2606) Одесса
- (2646) Абетти
- (2701) Херсон
- (2727) Патон
- (2769) Менделеев
- (2786) Гриневия — открыт 6 сентября 1978 года, назван в честь писателя А. С. Грина[14].
- (2867) Штейнс
- (3009) Ковентри
- (3012) Минск
- (3038) Бернес
- (3054) Стругацкия
- (3112) Велимир — назван в честь Велимира Хлебникова
- (3113) Чижевский — открыт 1 сентября 1978 года, назван в честь советского учёного А. Л. Чижевского[15].
- (3186) Мануйлова — открыт 22 сентября 1973 года, назван в честь советского скульптора О. М. Мануйловой[16].
- (3242) Бахчисарай
- (3246) Бидструп — открыт 1 апреля 1976 года, назван в честь датского художника-карикатуриста Херлуфа Бидструпа[17].
- (3359) Пуркари — назван в честь села Пуркарь, где делают вино Негру де Пуркарь
- (3408) Шаламов
- (3448) Нарбут
- (3836) Лем[18]
- (4236) Лидов — назван в честь учёного-механика М. Л. Лидова
- (4520) Довженко
- (4426) Рерих
- (4468) Погребецкий — назван в честь М. Т. Погребецкого, заслуженного мастера спорта по альпинизму.
- (5839) ГОИ — назван в честь Государственного оптического института (ГОИ) и его первого директора академика АН СССР Д. С. Рождественского[19]
- (7509) Гамзатов — назван в честь Расула Гамзатова — советского и российского поэта.
- (7912) Лаповок — назван в честь Я. С. Лаповка — радиолюбителя-коротковолновика[20]
- (9535) Плитченко — назван в честь Александра Плитченко, русского поэта, писателя, переводчика[21]
- (9717) Людвасилия — назван в честь Людмилы Васильевны Шапошниковой, директора Музея им. Н. К. Рериха[22]
- (11011) КИАМ — назван в честь Института прикладной математики имени М. В. Келдыша РАН.
- (11003) Андронов — назван в честь астрофизика Ивана Леонидовича Андронова[23]
- (11785) Миигаик — назван в честь Московского государственного университета геодезии и картографии.
- (16356) Унивбалттех — назван в честь Балтийского государственного технического университета «Военмех».
- (24648) Евпатория
- (26793) Большой

## Награды
Н. С. Черных был удостоен следующих наград:
- медаль «За обнаружение новых астрономических объектов» Астрономического совета АН СССР (1975, 1977, 1982);
- почетный знак Болгарской академии наук (1984);
- международная премия «Славяне» Украинской экологической академии наук (1998);
- премия имени Е. П. Федорова Национальной академии наук Украины (2004).